# 金融渉外技能審査
金融渉外技能審査（きんゆうしょうがいぎのうしんさ）とは、金融財政事情研究会が主催していた技能審査であり、通称として「金財FP」が用いられた。

## 概要
ファイナンシャル・プランナーに付与された資格。認定は終了したが資格は現存し、ファイナンシャル・プランニング職種の技能検定試験において、受検の際に優遇措置がある。

## 取得後の称号
- なし。

## 沿革
- 1987年（昭和62年）3月27日 : 日本で初めてのファイナンシャル・プランナーに関する公的資格の技能審査として労働省が認定する[1]。
- 2001年（平成13年） : 技能検定制度にファイナンシャル・プランニング職種が新設されたことに伴い、認定終了。
- 2006年 (平成18年)以前の認定者は、取得した各級に対応する特例研修を受講・合格する事により、旧技能審査認定の各級に対応するファイナンシャル・プランニング資格が認定される。